# 麻亜子
麻亜子（まあこ、1994年10月31日 - ）は、日本のグラビアアイドル、女優、デザイナー。

## 人物・エピソード
趣味：イラストロジック、ドラマ・映画鑑賞、昔のアニメを見返すこと
特技：フラフープ、ルービックキューブ、箏、三味線
前職はWebデザイナー。
史上初めて一般応募から"ミスFLASH2018"に選定され芸能界デビュー。
その後も個人でグラビアアイドルとして仕事を受けていたが、2018年春からアイエス・フィールドに所属。特技を生かし、ウェブサイトは自身で立ち上げデザインしている。
2018年末に、自身も出演する朗読劇「Greif」のパンフレットデザインを担当し、以後フリーのデザイナーとしても活動開始。
2022年3月31日をもってアイエス・フィールドを退社、併せて個人事務所「SOURIANSIGN」（スリアンサイン）の開業を自身のTwitter・Instagramで報告した。
2024年12月30日、自身のX（旧Twitter）・Instagramにて一般男性と結婚した事を発表。

## 出演

### テレビ
- 東京オーディション(仮)（2018年、TOKYOMX）
- 透明彼女シーズン4（2018年、V☆パラダイス）
- DTテレビ（2018年9月14日 - 2019年11月15日、AbemaTV）
- 【全日本○○グラドルコンテスト】アビリティ（2018年11月11日 - 2019年1月13日、AbemaTV）
- 村上マヨネーズのツッコませて頂きます!（2018年12月10日、関西テレビ）
- モヤモヤさまぁ～ず2（配信オリジナル）（2019年3月、Paravi）
- 真夜中のおバカ騒ぎ!（2019年6月28日、千葉テレビ）

### 舞台
- 朗読劇「Greif」(2018年12月22日、千本桜ホール) - 美那未 役
- メモリーダイヤル〜明日の君にさよなら(2019年5月1日 - 4日、東部フレンドホール) - カナエ 役
- カウンターバリュー・ペインテッド(2019年8月14日 - 18日、劇場MOMO) - 主演 山本真子 役
- 朗読劇「Greif2」(2019年8月29日 - 9月1日、千本桜ホール) - 陽菜 役
- CONTE STAGE「オーロラの夜」(2019年10月11日 - 13日、リトルトーキョー)
- シアワセ(2019年11月22日 - 24日、千本桜ホール) - ユナ 役
- オンライン朗読劇「Greif」(2020年5月1日)
- オンライン朗読劇「Greif」(2020年11月28日) - 美那未、小鳥遊 役

### ラジオ
- ○○とふたりのMC（2018年5月15日、Sbibuya Cross-FM）
- ちょこっとやってまーす!（2018年5月20日、MBSラジオ）

## 作品

### DVD
◎=BD同時発売
- ミスFLASH2018（2018年4月20日、ラインコミュニケーションズ）
- ミルキー・グラマー （2018年8月24日、竹書房）
- burst （2019年3月25日、Aircontrol）
- 恋した人だから（2019年7月18日、ギルド）
- 時空の奇跡（2020年6月21日、サウスキャット）◎

## デザイナー作品
SNSにて本人が告知、またはスタッフ覧に名前があるものを表記。

### 舞台
- 朗読劇「Greif」(2018年12月20日 - 23日) - フライヤー、パンフレット
- 朗読劇「命のバトン」(2019年4月13日 - 14日) - フライヤー、パンフレット
- 朗読劇「Greif」(2019年4月25日 - 28日) - パンフレット
- 朗読劇「それでも、愛」(2019年6月7日 - 9日) - ポスター、パンフレット
- 朗読劇「HARAJUKU〜天使がくれた7日間〜」(2019年6月25日 - 27日) - ポスター、パンフレット
- 朗読劇「Greif2」(2019年8月29日 - 9月1日) - パンフレット
- 舞台「シアワセ」(2019年11月22日 - 24日) - フライヤー、パンフレット
- 朗読劇「Greif2」(2020年1月23日 - 26日) - フライヤー、パンフレット
- 舞台「最果てリストランテ」(2020年6月23日 - 25日) - パンフレット
- 舞台「1999年の夏休み 2020ver.」(2020年9月18日 - 22日) - パンフレット
- オンライン演劇「最果てリストランテ」(2020年10月15日 - 17日) - パンフレット
- 舞台「エモ・ロス」(2020年11月18日 - 22日) - フライヤー
- 朗読劇「命のバトン」(2021年2月18日 - 21日) - フライヤー、パンフレット
- 朗読エンターテイメント「Greif3」(2021年3月3日 - 7日) - フライヤー
- 朗読劇「星と光の旅」(2021年7月2日 - 4日) - パンフレット
- 舞台「ゼロの無限音階」(2021年7月8日 - 11日) - パンフレット
- 朗読エンターテイメント「Greif4」(2021年9月1日 - 5日) - フライヤー、パンフレット
- 朗読エンターテイメント「Greif4」(2022年6月22日 - 26日) - パンフレット

### DVD
- 「恋した人だから」DVD発売記念イベント特典

### その他
- 東京果樹園生搾りBar Koi Koi - ロゴデザイン
- CONTE STAGE「オーロラの夜」麻亜子扱い来場特典ステッカー
- 麻亜子 卓上カレンダー2020（誕生日イベント販売）
- Gifthinks - サイトデザイン、コーディング
- うさぎのみいこ公式サイト - サイトデザイン、コーディング